# Nicholas Morello
Nicolò Terranova (1890-7 de septiembre de 1916), también conocido como Nicholas «Nick» Morello, fue una de las primeras figuras de la Mafia estadounidense en la ciudad de Nueva York. Sucedió a su medio hermano Giuseppe Morello como jefe de la llamada «pandilla Morello» en 1909 y fue sucedido en ese cargo por su hermano, Vincenzo Terranova, tras su asesinato en 1916. Junto con Giuseppe Morello y sus hermanos Ciro y Vincenzo Terranova, fundó la familia criminal Morello, y fue uno de los participantes de la Guerra entre la Mafia y la Camorra de 1915-17.
Terranova nació en Corleone, Sicilia, en 1890 hijo de Bernardo Terranova y Angelina Piazza. En 1893, Terranova y su familia emigraron a los Estados Unidos arribando a Nueva York el 8 de marzo de ese año. En 1903, la hermana menor de Nicolò, Salvatrice Terranova, se casó con Ignazio "the Wolf» Lupo, quien era un jefe de la organización de la Mano Negra en Little Italy, Manhattan. Lupo se convirtió entonces en subjefe de la familia Morello. En 1910, cuando Lupo y Giuseppe Morello fueron arrestados por falsificación, Terranova, ahora llamado Nicholas Morello, se convirtió en el jefe de la familia.
Nicholas Morello se elevó muy por encima de sus contemporáneos al darse cuenta de que la americanización de las pandillas podría dar lugar al nacimiento de una red criminal mayor en la que cada uno de sus componentes, en paz unos con otros, controlarían los garitos de todo el país. De hecho, Nicholas Morello debería haber tenido un periodo más cómodo para organizar el crimen en los Estados Unidos que aquel que tendrían Lucky Luciano y Meyer Lansky después, pero se encontró atascado en los conflictos del antiguo país.
Mientras la pandilla siciliana de Nicholas Morello controlaba los garitos de Harlem del Este y de Greenwich Village en Manhattan, los camorristas napolitanos asentados en Brooklyn, criminales inmigrantes de las pandillas de la camorra napolitana, extendían su poder en su propia zona recolectando dinero de tenderos italianos, vendedores de carbón y hielo y otros negocios, así como operando garitos en los muelles de Brooklyn.
En 1915, el líder de la camorra en Brooklyn, Pellegrino Morano, un hombre que tenía sus propios sueños de expansión, empezó a invadir el territorio de la familia Morello en Harlem del Este y Greenwich Village. Luego de que un aliado napolitano de la familia Morello, Giosue Gallucci, fuera asesinado en Harlem del Este, el progresista Nicholas Morello pensó que sería tonto continuar con esas batallas y ofreció hacer un arreglo de paz. Pellegrino Morano tomó ese movimiento como un símbolo de debilidad y rechazó la oferta. Para 1916, la guerra era tan intensa que solo los mafiosos o camorristas más intensos se atrevían cruzar el East River hacia el dominio del otro. Ellos usualmente regresaban a casa en un coche fúnebre.
Sorpresivamente, ese mismo año Pellegrino Morano anunció que estaba a favor del llamado de Nicholas Morello a un armisticio. Morano invitó a Morello a ir a Brooklyn para discutir los términos del acuerdo garantizando su seguridad. Morello mostró precaución y por seis meses retrasó dicha reunión, a pesar de que se daba cuenta de que tendría que atenderla si quería avanzar en su plan maestro. La guerra entre la mafia siciliana de Manhattan y la camorra napolitana de Brooklyn duró otros dos años.

## Muerte y consecuencias
El 7 de septiembre de 1916, Morello y Charles Ubriaco cayeron en una trampa cuando fueron invitados a conversar con Morano y el jefe de la pandilla de Navy Street Lauritano. Terranova y Ubriaco fueron tiroteados y asesinados. Subsecuentemente, ellos fueron tras otros líderes de las pandillas de Harlem del Este, matando a Giuseppe Verrazano, pero fueron incapaces de alcanzar a los Morello quienes se quedaron cerca de su casa en la calle 116 este.
Los napolitanos no temían las investigaciones policiales porque tenían sobornados a oficiales de policía y la omertà prevenía que los testigos hablaran. Sin embargo, en mayo de 1917, Ralph Daniello, llamado «El Barbero», un miembro de la Navy Street gang que había estado presente en las reuniones para decidir sobre los asesinatos, contó a la policía todo lo que sabía sobre Morano, las pandillas napolitanas y los asesinatos recientes.
El 15 de mayo de 1918, Morano fue capturado por asesinato en segundo grado en el caso de Terranova y Ubriaco y sentenciado a pasar veinte años en cadena perpetua en la prisión de Sing Sing. Su asociado Vollero recibió una pena de muerte que fue luego reducida a un mínimo de veinte años.
Tony Parretti recibió una sentencia de muerte por su participación en el asesinato de Morello y Ubriaco. Paretti originalmente huyó hacia Italia para evitar su captura, mientras que su hermano, Aniello Paretti, fue apresado acusado de otro asesinato. Ambos estaban también involucrados en el asesinato de Joe Nazzaro.
Luego de su muerte, Nicholas Morello fue reemplazado por su hermano, Vincenzo Terranova, como jefe de la familia, con su otro hermano, Ciro, actuando como subjefe. Con Morello y Morano presos, lo que la prensa llamó «la primera guerra de la mafia» terminó.
Nicolò y sus tres hermanos yacen en tumbas sin lápida en el Calvary Cemetery en Queens, Nueva York, no lejos de la tumba de Joe Petrosino, quien los investigó, y otros miembros de la familia criminal Morello como Ignazio «Lupo the Wolf» Lupo.